# Gamasomorpha taprobanica
Gamasomorpha taprobanica là một loài nhện trong họ Oonopidae.
Loài này thuộc chi Gamasomorpha. Gamasomorpha taprobanica được Eugène Simon miêu tả năm 1893.